# Gérard Manset
Gérard Manset (Saint-Cloud, 21 augustus 1945) is een Franse zanger, schilder, fotograaf en schrijver. Ondanks zijn artistieke veelzijdigheid geniet hij de meeste bekendheid als zanger.

## Jeugd
Zijn jeugd brengt hij door in Parijs en in de naaste omgeving ervan. De middelbare school verlaat hij zonder diploma, omdat hij in het vak 'Franse taal' tekortschiet. In 1964 begint hij een opleiding aan de École nationale supérieure des arts décoratifs de Paris. In dezelfde tijd tracht hij zijn tekenwerk te slijten bij Parijse reclamebureaus, wat geen succes oplevert. Hij begint gitaar te spelen en leert zichzelf piano te spelen.

## Zanger
Rond het midden van de jaren zestig schrijft hij enkele chansons voor anderen. Zelf wil hij niet zingen omdat hij zijn stem niet geschikt vindt voor de zang. Ook ziet hij zich eerder als tekstschrijver dan als uitvoerend artiest. Omdat hij geen vaste voet aan de grond krijgt bij bestaande platenmaatschappijen produceert hij zijn eerste single (met de titel Animal on est mal) zelf. Tijdens het hoogtepunt van de anti-autoritaire demonstraties in Parijs van mei 1968 verschijnt de single. Door deze ongelukkige samenloop van omstandigheden verkoopt de single nauwelijks. Enige maanden later verschijnt zijn eerste lp, onder dezelfde titel. De lp krijgt enige bekendheid in kleine kring, een commercieel succes is het niet. Twee jaar later verschijnt zijn tweede album, La mort d'Orion genaamd. Het is een symfonische rock-plaat, met ingewikkelde arrangementen. Er worden 20.000 exemplaren van verkocht. Het is een concept-lp zoals er in die tijd meer verschijnen, van onder meer The Beatles en Pink Floyd. In 1972 verschijnt de lp die aan de basis zal staan van de 'mythe-Manset'. Hoewel de officiële titel Manset is, zal de bijnaam 'het witte album' of 'long long chemin' zijn. Lange, uitgesponnen songs, die harmonieus en mysterieus in elkaar overlopen. In 1975 verschijnt zijn lp Y'a une route met als zeer succesvolle single Il voyage en solitaire. De verkoopcijfers van de single lopen naar de 300.000 exemplaren en Manset is daar niet onverdeeld gelukkig mee. Hij wil namelijk geen media-persoonlijkheid zijn en het succes van zijn werk maakt hem in de war. Het sterkt hem in zijn besluit nooit voor publiek te willen optreden - hetgeen hij tot op de dag van vandaag heeft volgehouden. Als reactie op zijn succes maakt hij een jaar later de lp Rien à raconter, een somber en teruggetrokken album. In 1978 slaat hij weer een nieuwe weg in met de lp 2870, een album met vrijwel uitsluitend elektrische en elektronische muziek. De hoes van dit album maakt furore. Zij bestaat uit drie in elkaar geschoven hoezen, waardoor de plaat diep verborgen lijkt te liggen - een symbool voor hoe Manset zijn muziek ziet. Het hoesontwerp is van Hypgnosis, het beroemde design-bureau dat ook verantwoordelijk is voor de hoezen van o.a. Pink Floyd. Mansets foto op de hoes is met opzet vaag en raadselachtig en draagt zodoende bij aan de gestaag groeiende mythe rond zijn persoon.

## Zingen, schrijven, reizen
Rond deze tijd begint Manset met reizen, voornamelijk naar Azië en Latijns-Amerika. Deze reizen vormen de inspiratiebronnen voor zijn artistieke werk van die tijd: tekeningen, schilderijen, fotografie en reisliteratuur. Wanneer hij in Parijs is, tussen zijn reizen door, neemt hij zijn lp's op. In 1979 Royaume de Siam, in 1981 L'atelier du crabe en Le train du soir en in 1982 Comme un guerrier. In datzelfde jaar exposeert hij nieuw schilderwerk in het Maison de la Culture te Bourges, gevolgd door een expositie drie jaar later in de galerie Étienne de Causans te Parijs. Vanaf 1984 introduceert hij de viool in zijn muziek. Al snel wordt dit instrument een van zijn handelsmerken: op klagende en raadselachtige manier onderbouwen ze zijn muziek. Net zo karakteristiek wordt zijn eigen stemgeluid, mede door voortdurend herhaalde re-recording. In 1984 en 1985 verschijnen resp. Lumières en Prisonnier de l'inutile. Thema's van deze twee albums zijn jeugd, eenzaamheid, nostalgie en melancholie. Vanaf 1985 begint hij zijn schilderijen en foto's te exposeren, en er blijft minder tijd om aan de verdere ontwikkeling van zijn muziek te werken. Zo verschijnt in 1986 zijn fotoboek Chambres d'Asie en in 1987 verschijnt zijn eerste roman, Royaume de Siam. Zeker het laatstgenoemde boek doet denken aan de reisverhalen en de belevenissen van Paul Gauguin.

## Opnieuw beginnen
In 1988 besluit hij al zijn albums van de markt te halen en ze te vervangen door cd's - een destijds nieuwe geluidsdrager. Hij maakt van de gelegenheid gebruik zijn oude werk te digitaliseren en, veelvuldig, opnieuw te mixen. Het jaar erna verschijnt Matrice. Ditmaal een schrille rock-cd, waarin Manset zijn onvrede betuigt met de in zijn ogen kille, onpersoonlijke samenleving die het resultaat is van de harde jaren tachtig van de twintigste eeuw. De cd wordt een groot succes: meer dan 100.000 exemplaren vinden hun weg.

## Publiek optreden
In 1993 publiceert hij opnieuw een roman, getiteld Wisut Kasat. In 1994 verschijnt zijn 15e album: La vallée de la paix. In tegenstelling tot de ontwikkelingsgang van zijn oeuvre tot dan toe, tracht Manset dit album een positieve klank mee te geven. Wellicht is het aura van somberheid dat hem dreigt te omhullen, niet wat hij nastreeft. Als in 1997 zijn volgende album Jadis et naguère uitkomt, gaat hij akkoord met het geven van enkele interviews - hetgeen hij tot dan toe had trachten te vermijden. Nog steeds treedt hij niet op. In een interview merkt hij op: Je trouve impudique, ridicule de chanter face à un public (Ik vind het schaamteloos en belachelijk om voor een publiek te zingen). In 2000 exposeert hij bij twee gelegenheden zijn fotowerk. Ook verschijnt dan zijn derde roman, 72 heures à Angkor. In 2004 verschijnt zijn tot dusver laatste cd: Le langage oublié. Tegelijkertijd verschijnt een gelijknamige roman.
In een van zijn schaarse interviews omschrijft Gérard Manset zich als een être de refus et d'échec (een wezen van weigering en mislukking). De mythe die er rond hem ontstaan is, vindt zijn oorsprong in de extreme zeldzaamheid van zijn publieke optredens en in het manifest anti-commerciële aspect van zijn werk.

## Discografie
- 1968: Manset
- 1970: La mort d'Orion
- 1972: L'album blanc
- 1975: Y'a une route
- 1976: Rien à raconter
- 1978: 2870
- 1979: Royaume de Siam
- 1981: L'atelier du crabe
- 1981: Le train du soir
- 1982: Comme un guerrier
- 1984: Lumières
- 1985: Prisonnier de l'inutile
- 1989: Matrice
- 1991: Revivre
- 1994: La vallée de la paix
- 1998: Jadis et naguère
- 2004: Le langage oublié